# Gundigere, Magadi
Gundigere là một làng thuộc tehsil Magadi, huyện Ramanagara, bang Karnataka, Ấn Độ.